# Herb Lipska (województwo mazowieckie)
Herb Lipska – jeden z symboli miasta Lipsko i gminy Lipsko w postaci herbu.

## Wygląd i symbolika
Herb przedstawia w czerwonej tarczy srebrny krzyż. Pod lewym ramieniem krzyża u podstawy tarczy znajduje się łękawica.
Jest to herb szlachecki Dębno rodziny Oleśnickich – założycieli miasta.

## Historia
Wizerunek herbowy widnieje na pieczęci miasta z 1668 roku, używanej do końca XVIII wieku.